# خراجیان
خراجیان، روستایی از توابع بخش مرکزی شهرستان روانسر در استان کرمانشاه ایران است. همچنین یک روستا با همین نام در 
منطقه" تانجه رو" در استان سلیمانیه  اقلیم کردستان وجود دارد.

## جمعیت
این روستا در دهستان بدر قرار دارد و براساس سرشماری مرکز آمار ایران در سال ۱۳۸۵، جمعیت آن ۶۲۱ نفر (۱۲۲خانوار) بوده‌است.